# Чобем
Чо́бем (англ. Chobham, [ˈtʃobəm]) — посёлок в графстве Суррей, место дислокации крупнейшего танкового завода (ныне закрытого) и танкового испытательного полигона в Великобритании и странах Британского содружества, одного из крупнейших в странах НАТО.

## Промышленность и наука
Кроме танкового завода с полигоном, в непосредственной близости расположено Королевское научно-производственное объединение танкостроения (RARDE), конструкторское бюро и учреждение-разработчик передовых технологий бронезащиты боевой техники Великобритании и НАТО, в связи с чем слово «Чобем» является именем нарицательным для разработанной здесь композитной брони. В Чобеме были спроектированы и изготовлены многие британские серийные танки и бронетехника в целом, здесь проходили испытания многие образцы колёсной бронетехники и автомобильной техники военного назначения, включая первые опытные прототипы знаменитого семейства машин повышенной проходимости «Ленд ровер». Чобемский танковый завод (по традиции официально именуемый «фабрикой») выполнял функции головного учреждения британской танкостроительной отрасли, стандартизируя производственные процессы и подготавливая производственно-техническую документацию для других танкостроительных предприятий.

## Известные выходцы
- Питер Гэбриэл — музыкант
- Джеймс Кендалл[англ.] — химик
- Саймон Посфорд — музыкант
- Уолли Смитерс[англ.] — гольфист
- Томас Чобемский[англ.] — средневековый теолог
- Джон Эддисон[англ.] — композитор

## Галерея

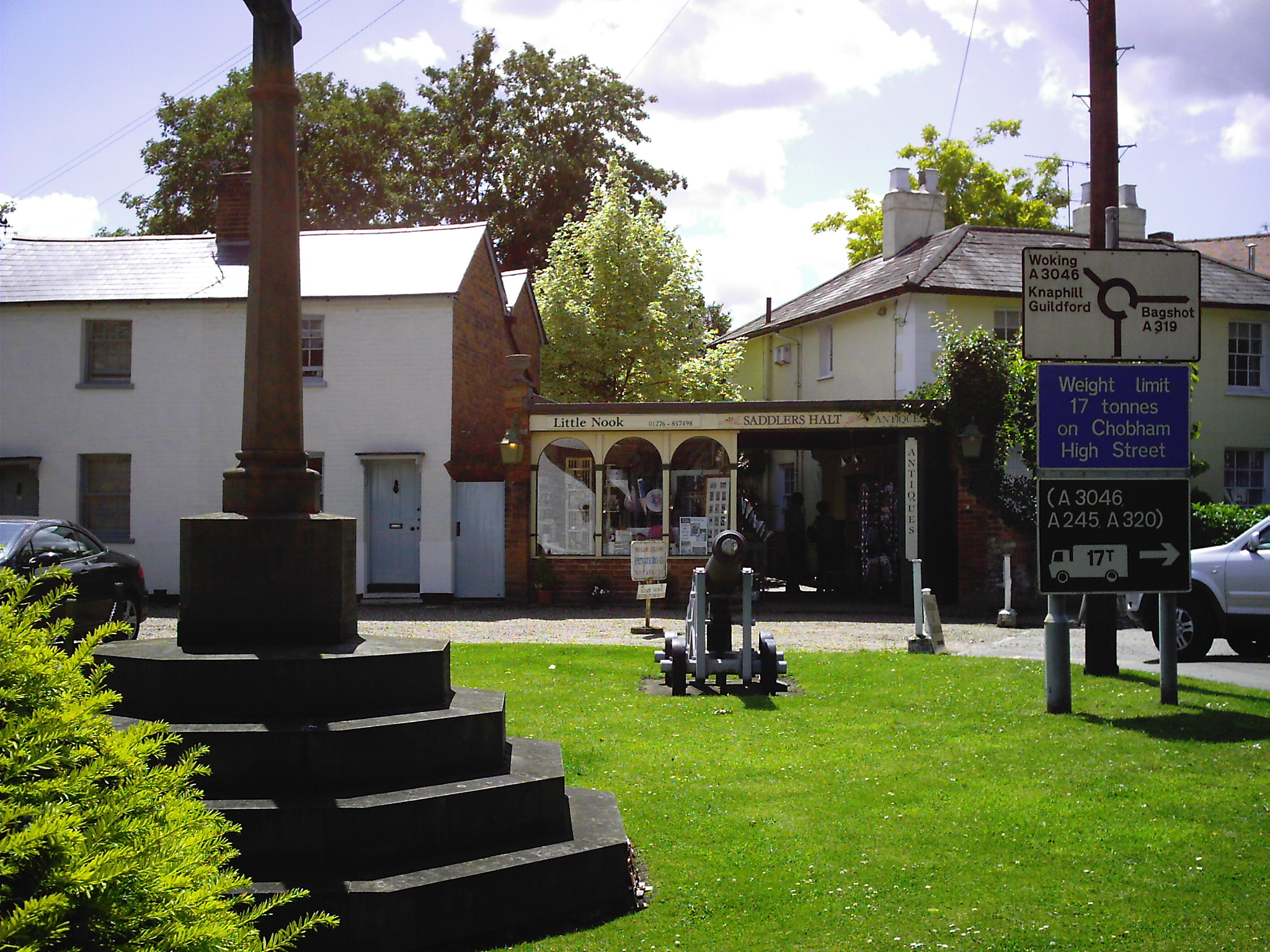
центральный сквер
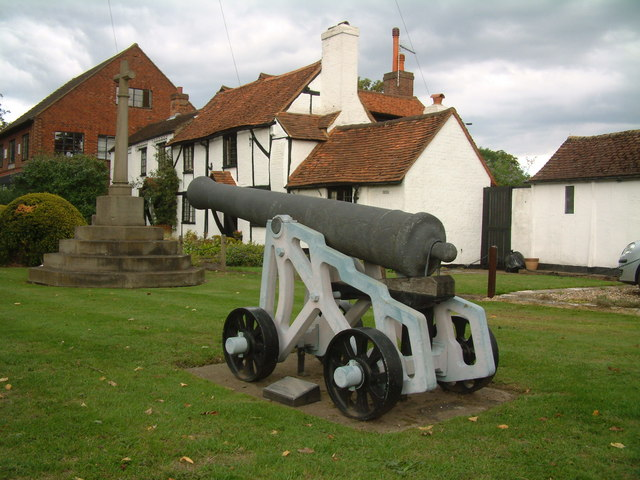
Чобемская пушка
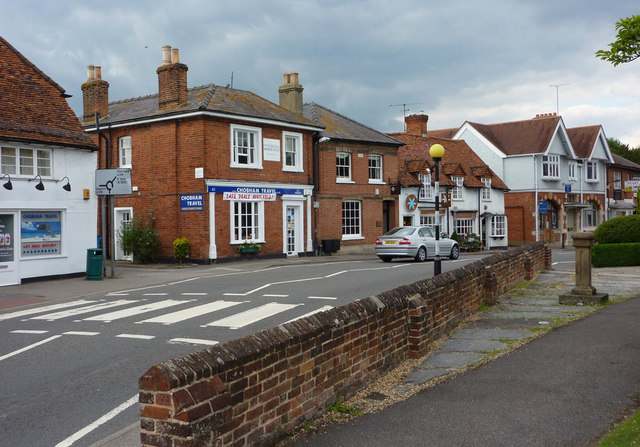
Хай-стрит
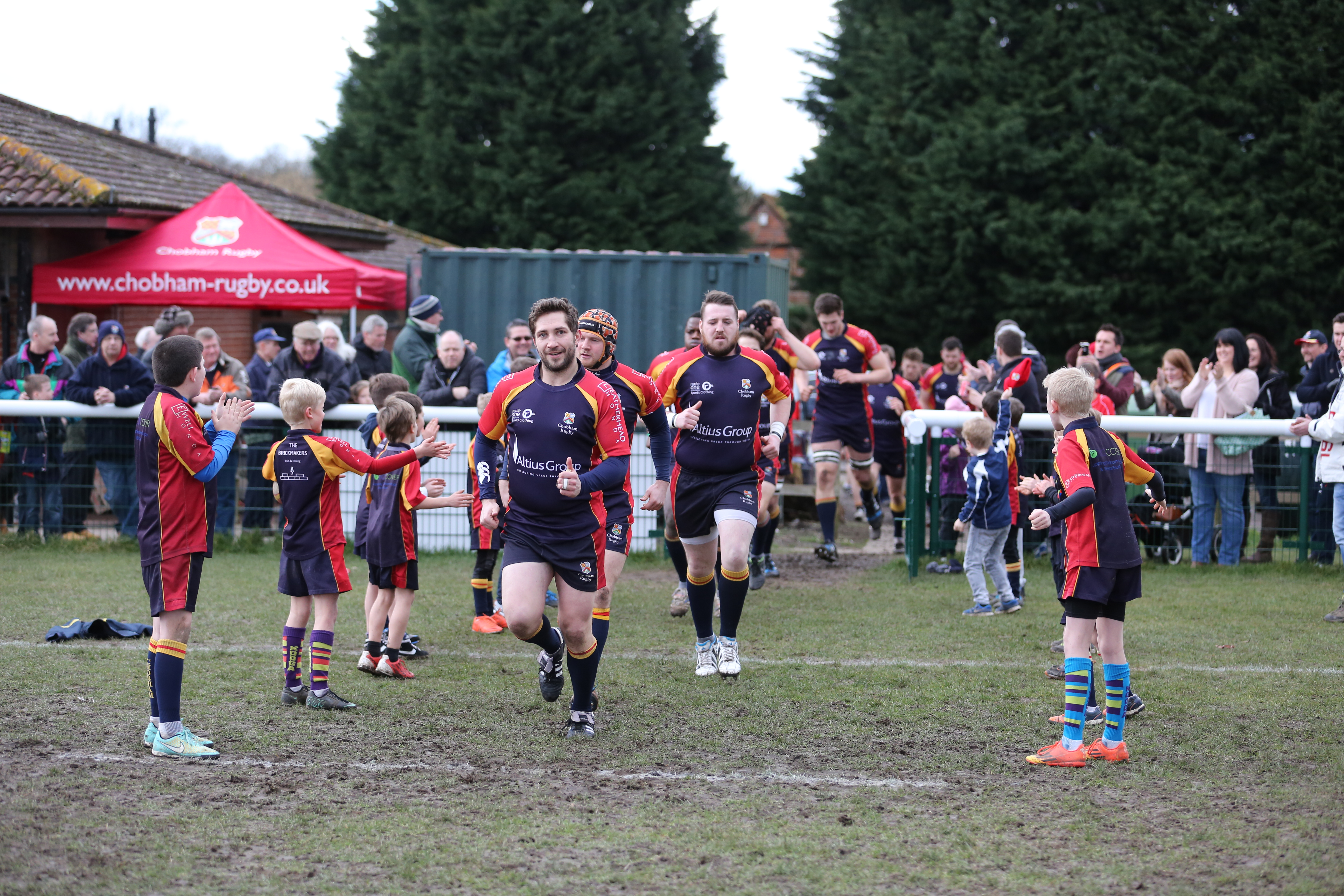
регбийный клуб
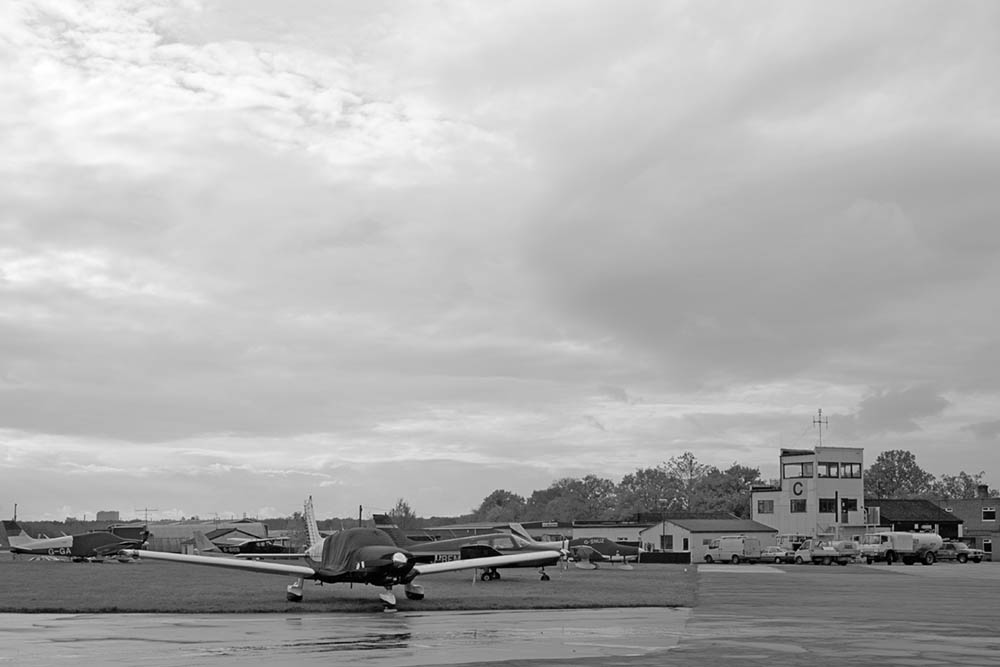
аэропорт «Фэйроукс»
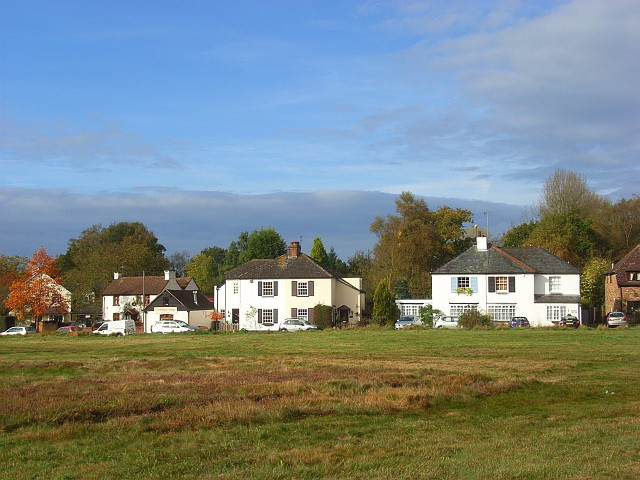
Барроухилл-Грин
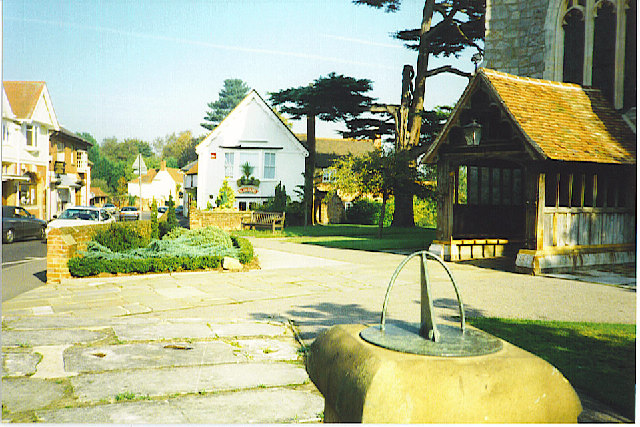
церковь Сент-Лоуренс
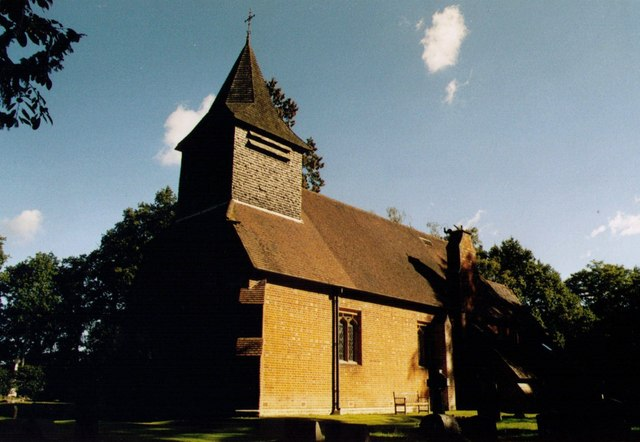
церковь Сент-Сейвер